# Vasile Gergely
László Vasile Gergely (ur. 28 października 1941 w Baia Mare) – rumuński piłkarz występujący na pozycji pomocnika.

## Kariera klubowa
Gergely karierę rozpoczynał w 1958 roku w drugoligowym zespole CSM Baia Mare. W 1962 roku został zawodnikiem pierwszoligowego Viitorulu Bukareszt. W trakcie sezonu 1962/1963 odszedł stamtąd do także pierwszoligowego Dinama Bukareszt. Wraz z tym klubem trzykrotnie zdobył mistrzostwo Rumunii (1963, 1964, 1965), a także dwukrotnie Puchar Rumunii (1964, 1968).
W 1970 roku Gergely przeszedł do niemieckiej Herthy. W Bundeslidze zadebiutował 15 sierpnia 1970 w wygranym 5:3 meczu z 1. FC Kaiserslautern. W 1971 roku znalazł się wśród zawodników zamieszanych w skandal korupcyjny związany z ustawianiem wyników meczów Bundesligi. W styczniu 1972 został dożywotnio zawieszony przez Deutscher Fußball-Bund na grę w ligach niemieckich oraz dodatkowo ukarany grzywną w wysokości 15 tysięcy marek niemieckich.
Wówczas wyjechał do Południowej Afryki, gdzie grał w zespole Durban City. W 1973 roku zakończył karierę.

## Kariera reprezentacyjna
W reprezentacji Rumunii Gergely zadebiutował 30 września 1962 w wygranym 4:0 towarzyskim meczu z Marokiem, a 17 listopada 1966 w wygranym 4:3 towarzyskim pojedynku z Polską strzelił swojego pierwszego gola w kadrze.
W 1970 roku został powołany do zespołu na mistrzostwa świata. Zagrał na nich w meczu z Czechosłowacją (2:1), a Rumunia odpadła z turnieju po fazie grupowej.
W latach 1962–1970 w drużynie narodowej rozegrał 36 spotkań i zdobył 2 bramki.